# Isanthrene tryhanei
Isanthrene tryhanei är en fjärilsart som beskrevs av Rothschild 1911. Isanthrene tryhanei ingår i släktet Isanthrene och familjen björnspinnare. Inga underarter finns listade i Catalogue of Life.